# Tụ máu ở tai chó
Bệnh tụ máu ở tai chó, một số tài liệu còn nói là bệnh vỡ mạch lâm ba tai, phồng tai, xoăn tai, linessanter ở chó

## Biểu hiện
Tai chó có biểu hiện căng dần, lúc đầu mềm sau đó căng lên, sờ vào cảm giác căng cứng
Chó có thể bị 1 bên tai hoặc cả hai bên tai. lúc đầu có thể ở phần vành tai, bệnh nặng hơn có thể lan xuống cả phần đầu của chó.
Khi bệnh đã lan đến phần đầu của chó có thể gây kế phát một số bệnh ở não bộ có thể gây ra tử vong

## Nguyên nhân
Do ký sinh trùng cắn, đốt: Ve, ong
Do tổn thương vật lý: Va đập mạnh phần tai gây vỡ mạch máu trong

## Điều trị
Phẫu thuật ngoại khoa

## Dùng kháng sinh chống nhiễm khuẩn sau khi phẫu thuật
Penicillin, cefortaxime

## Phòng bệnh
Diệt ký sinh trùng
Vệ sinh tai chó định kỳ